# Throwing It All Away

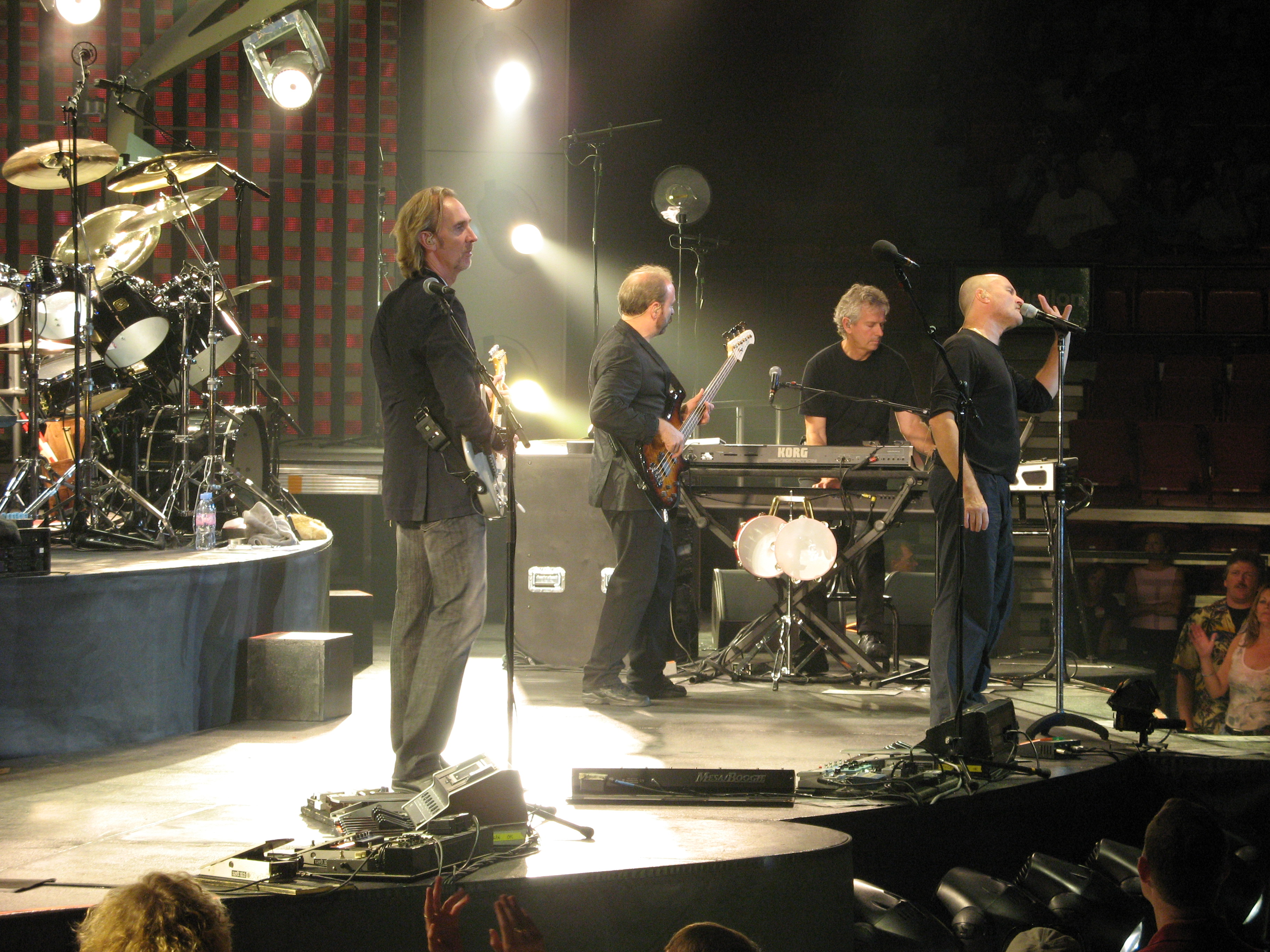
Genesis spielt Throwing it All Away

Throwing It All Away ist ein 1986 erschienener Song von Genesis. Er war die zweite Single-Auskopplung aus dem Album Invisible Touch und erreichte auf Billboard Hot 100 Platz 4, in Großbritannien Platz 22 und Platz 1 der Billboard Adult Contemporary Charts.
Das Lied ist eine Rock-Ballade, die sich um ein Gitarren-Riff von Mike Rutherford rankt, der auch die Texte geschrieben hat.

## Musikvideo
Ein Musikvideo zu dem Song bestand aus Filmmaterial vom Soundcheck und Aufnahmen der Band, die auf ihrer Invisible Touch- Tour durch Nordamerika unterwegs waren. Ein Großteil davon wurde von Phil Collins im September 1986 auf seiner Handkamera gedreht, hauptsächlich in Toronto und Detroit. Es ist auf ihrer DVD The Video Show zu sehen.

## Rezeption
Stevie Chick bezeichnete 2014 im The Guardian den Song als "wirkungsvolle Ballade" und stellte fest, dass er "leicht auf seine Soloalben hätte passen können".
François Couture bewertete den Songs für Allmusic: "Dieses Liebeslied enthielt tief empfundenen Gesang, eine einfache Klavierbegleitung und Mike Rutherfords typische Rhythmusgitarre sowie einen sehr eingängigen Refrain. Nichts Auffallendes, aber die Elemente passten gut und Adult Contemporary Radiosender spielten es ausgiebig."

## Besetzung
- Phil Collins – Gesang, Schlagzeug
- Tony Banks – Keyboards
- Mike Rutherford – E-Gitarren, Bassgitarre